# Alaska septentrional

Mapa de la Región Ártica, Alaska en la izquierda superior (verde lima). El círculo polar aparece en azul.

El área de Alaska septentrional es una región estadounidense que abarca el norte del Estado desde el círculo polar ártico hasta el océano Ártico. La zona incluye los borough de North Slope, del Noroeste Ártico, área censal de Nome y parte del Yukón-Koyukuk. Sus principales localidades son Prudhoe Bay, Barrow, Kotzebue, Nome y Galena.
La mayor parte de la región carece de autopistas, por lo que los únicos medios de transporte son las aeronaves y las motonieve, en ambos casos dependiendo del tiempo. Los ciudadanos de la zona subsisten gracias a la caza y a la pesca de ballenas y salmón entre otras especies marinas. El norte es además rico en oro y en extracciones de petróleo.
En cuanto al ecosistema, el territorio es en su totalidad tundra formado por cordilleras y llanuras litorales que sirven de hábitat para osos, lobos, ovejas, bueyes, renos y diversas especies aviarias. El litoral septentrional está definido como una ecorregión de la Tundra Costera del Ártico. Otras reservas naturales son Refugio Nacional del Ártico, el Parque nacional y reserva Puertas del Ártico y la Reserva Petrolífera de Alaska.